# Jewgeni Michailowitsch Dianow

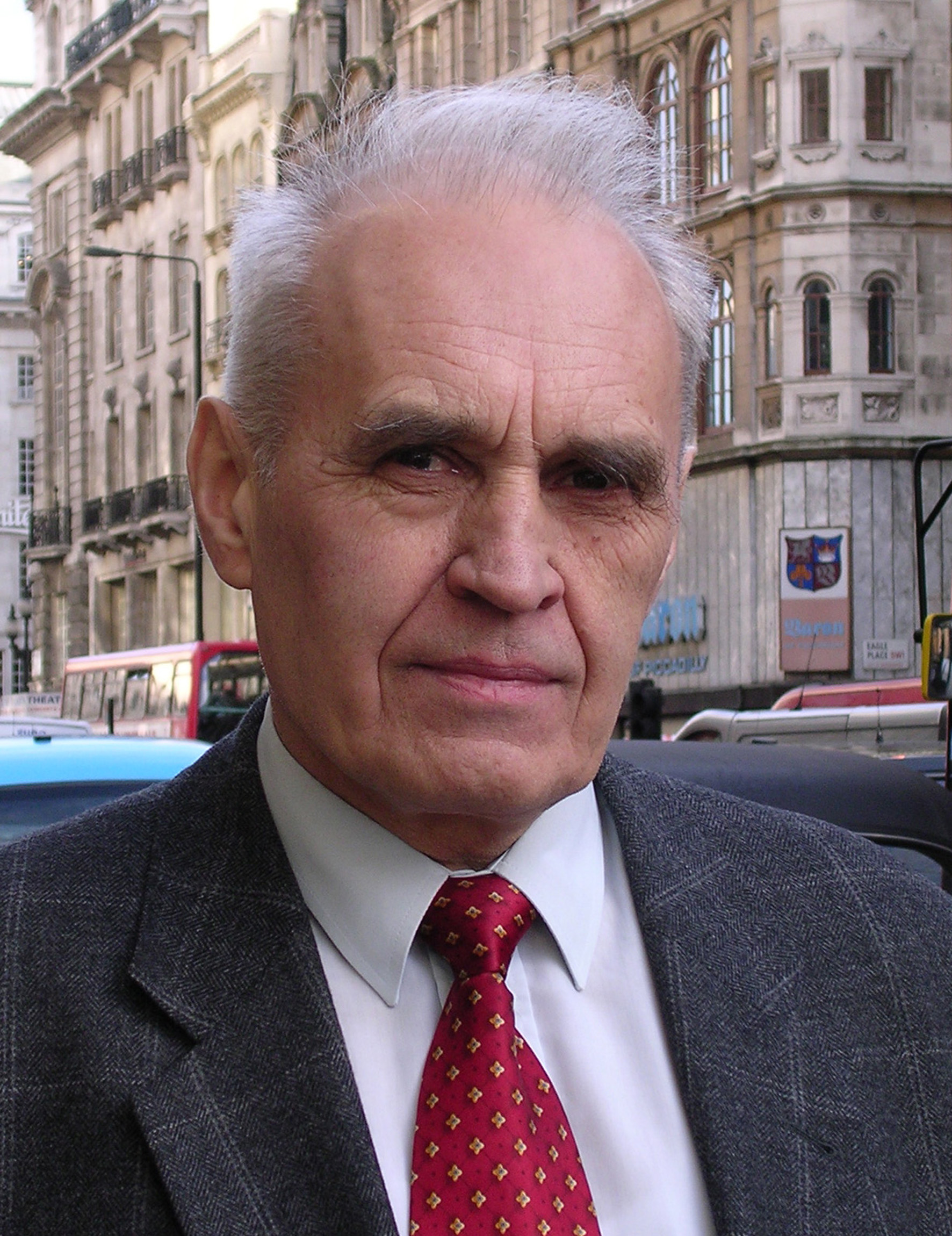
Jewgeni Michailowitsch Dianow

Jewgeni Michailowitsch Dianow (russisch Евгений Михайлович Дианов; * 31. Januar 1936 in Krasnoje, Rajon Tjoploje; † 30. Januar 2019 in Moskau) war ein russischer Physiker.

## Leben
Dianow stammte aus einer Angestelltenfamilie. Seine Eltern waren Michail Jakowlewitsch Dianow (1901–1981) und Jelisaweta Iwanowna Dianowa (1900–1986). Nach dem Besuch der Mittelschule in Pachomowo im Rajon Saokski begann Dianow 1954 das Studium an der physikalischen Fakultät der Lomonossow-Universität Moskau, das er 1960 abschloss. Darauf arbeitete er im Physikalischen Institut der Akademie der Wissenschaften der UdSSR (AN-SSSR), seit 1991 Russische Akademie der Wissenschaften (RAN). 1966 verteidigte er seine Kandidat-Dissertation. 1977 verteidigte er seine Doktor-Dissertation für die Promotion zum Doktor der physikalisch-mathematischen Wissenschaften.
1983 wechselte Dianow in das 1982 von Alexander Michailowitsch Prochorow gegründete Institut für Allgemeine Physik (IOF) der AN-SSSR, dessen Vizedirektor Dianow 1988–1998 war. 1987 wurde er zum Korrespondierenden Mitglied der AN-SSSR gewählt.
Dianows Forschungsgebiete waren die Laserphysik, die nichtlineare Optik und die Faseroptik. Arbeitsschwerpunkte waren Lichtwellenleiter mit geringen Verlusten, ihre Herstellung und die Messung ihrer Eigenschaften, Solitonausbreitung, Faserlaser und optische Verstärker. Er entwickelte hocheffiziente Raman-Faserlaser. Mit seinen über 700 Veröffentlichungen und Patenten erreichte Dianow einen Hirsch-Index von 51. Zu seinen Schülern gehörte Igor Alexejewitsch Bufetow. 1994 wurde er zum Direktor des Wissenschaftszentrum für Faseroptik beim IOF und zum Vollmitglied der RAN gewählt. 2006 ging er in den Ruhestand.
Dianow war Mitglied des Rats für Innovation der Staatsduma und Mitglied der Kommission für Nanotechnologie der RAN. Er war Mitglied der Optical Society, des Institute of Electrical and Electronics Engineers, der Materials Research Society und der American Ceramic Society.
Dianow war verheiratet mit Jelena Michailowna Dianowa und hatte eine Tochter Jekaterina (* 1970) und einen Sohn Michail (* 1973).

## Ehrungen, Preise
- Staatspreis der UdSSR (1974) für den Neodym-Glas-Laser (Nd:Glas-Laser)[3][6]
- Popow-Preis der AN-SSSR (1980)[6]
- Ehrenzeichen der Sowjetunion (1983)[6]
- Gemeinsamer Preis der AN-SSSR und der Akademie der Wissenschaften der DDR (1985)[6]
- Orden der Freundschaft (1996)[6]
- Staatspreis der Russischen Föderation (1998) für Infrarot-Lichtwellenleiter[3]
- Goldmedaille des 50. Weltsalons für Innovation, Forschung und neue Technologien „Brüssel-Eureka-2001“[2]
- Verdienstorden für das Vaterland IV. Klasse (2006)[6]
- Grebenschtschikow-Medaille der Roschdestwenski-Gesellschaft für Optik (2006)
- S.-I.-Wawilow-Goldmedaille der RAN (2015)[2]
- John Tyndall Award (2017)[3]